# Rick Vermeulen
Rick Vermeulen (Schiedam, 14 juni 1950) is een Nederlands grafisch ontwerper, en oud-docent aan de Willem de Kooning Academie, bekend als mede-oprichter van Hard Werken.

## Leven en werk
Vermeulen is geboren in Schiedam en getogen in Rotterdam, en studeerde van 1967 tot 1972 aan de Academie voor Beeldende Kunsten te Rotterdam. 
Na zijn studie begon Vermeulen als grafisch ontwerper bij Uitgeverij Bert Bakker. In 1979 was hij met Willem Kars, Gerard Hadders,  Henk Elenga en Tom van den Haspel medeoprichter van het tijdschrift en later designbureau Hard Werken.
Voor Hard Werken werkte Vermeulen onder andere aan het ontwerpen van boekomslagen, en het ontwerp van postzegels. Daarnaast ontwierp hij begin jaren zeventig de catalogus van de beeldententoonstellingen Sonsbeek '72. Eind jaren tachtig maakte hij samen met Henk Tas een driemaandelijks tijdschrift over de Everly Brothers.
Vermeulen was van 1979 tot 1993 betrokken bij Hard Werken, en werkte daarna twee jaar in het Amerikaans kantoor van Hard Werken 'LA Desk' in Los Angeles. Terug in Rotterdam opende hij in 1995 Via Vermeulen design studio, en was daarnaast lange tijd docent aan de Willem de Kooning Academie.

## Werken

### Publicaties (selectie)
- Paul Bonger, Rick Vermeulen, . I, Sonsbeek '72, 1972
- Henk Tas, Rick Vermeulen, Els Barents. Why Me Lord. 2001.

Publicaties over Rick Vermeulen en zijn werk
- Ian Horton & Bettina Furnée. Hard Werken - One for All. Uitgeverij Valiz 2018.